# Musikåret 1921

## Händelser
- 23 januari – Wolfgang Amadeus Mozarts opera Figaros bröllop har Sverigepremiär på Kungliga Tetatern[1].
- 18 juni – Svenska balettens avantgardistiska musikal Brudparet i Eiffeltornet har premiär i Paris, med masker av Jean Cocteau[2].
- 23 november – Leoš Janáčeks opera Kát'a Kabanová har urpremiär[3].

### Okänt datum
- Tyska skivmärket Artiphon börjar med utgivningar i Sverige.[4]
- Amerikanska skivmärket Nordskog startas i Santa Monica av svensken André Nordskog.[5]

## Årets singlar och hitlåtar
Vänligen sortera soloartister på efternamn, musikgrupper på förstabokstaven (utan engelskans "The" och "A")
- Isham Jones and His Orchestra: Wabash Blues (Brunswick 5065)
- Mamie Smith's Jazz Hounds: Crazy Blues (Okeh 4169)

## Födda
- 24 januari – Ingvar Lidholm, svensk kompositör, medlem av Måndagsgruppen.
- 31 januari
  - Carol Channing, amerikansk sångare och skådespelare.
  - Mario Lanza, amerikansk skådespelare och operasångare (tenor).
- 25 februari – Git Gay, svensk revyartist, skådespelare och sångare.
- 26 februari – Betty Hutton, amerikansk skådespelare, sångare och komiker.
- 11 mars – Astor Piazzolla, argentinsk musiker och kompositör, mästare på bandoneón.
- 26 mars – Åke Larsson, svensk kompositör, textförfattare, musiker (bas och saxofon), orkesterledare, skivproducent, musikförläggare.
- 24 april – Laci Boldemann, finländsk tonsättare.
- 5 juli – Ronnie Hartley, dansk violinist.
- 2 oktober – Bruce Montgomery, brittisk filmmusik-kompositör, även författare under pseudonymen Edmund Crispin.
- 12 oktober – Torbjörn Jahn, svensk musiker och skådespelare.
- 13 oktober – Yves Montand, fransk skådespelare och sångare.
- 21 oktober – Malcolm Arnold, brittisk tonsättare.
- 22 oktober – Georges Brassens, fransk vissångare.
- 13 november – Joonas Kokkonen, finsk pianist och tonsättare.
- 4 december – Deanna Durbin, amerikansk skådespelare och sångare.
- 15 december – Nisse Skoog, svensk jazzmusiker (trumpetare), scenograf och konstnär.
- 17 december – Kerstin Sundmark, svensk kompositör och sångtextförfattare.
- 31 december – Simon Brehm, svensk orkesterledare.

## Avlidna
- 6 januari – Carl Hagman, 56, svensk operasångare.
- 23 januari – Władysław Żeleński, 83, polsk kompositör.
- 10 februari – Charles F. Hanson, 71, svensk-amerikansk tonsättare.
- 24 mars – Déodat de Séverac, 49, fransk tonsättare.
- 2 augusti – Enrico Caruso, 48, italiensk operasångare.
- 27 september – Engelbert Humperdinck, 67, tysk tonsättare.
- 22 november – Kristina Nilsson, 78, svensk operasångare.
- 16 december – Camille Saint-Saëns, 86, fransk kompositör och pianist.

### Fotnoter
1. ↑  Wenzel Andreasen, Mogens; Sjöberg Lars musikforskare, Graune Erik, Fellbom Claes (1999). Operans värld: ett lexikon över kompositörer, roller och innehåll i våra vanligaste operor (3. uppl.). Stockholm: Prisma. Libris 7408698. ISBN 91-518-3648-3 (inb.)
2. ↑  Sverige 1900-talet – 1921, NE, Bra Böcker, 2000
3. ↑  ”San Diego Opera”. Arkiverad från originalet den 4 juni 2011. https://web.archive.org/web/20110604034447/http://sdopera.com/Operapaedia/KatyaKabanova. Läst 24 mars 2011.
4. ↑  ”78:or & film”. Arkiverad från originalet den 25 november 2021. https://web.archive.org/web/20211125020202/http://musiknostalgi.atspace.cc/artiphon.htm. Läst 3 juni 2011.
5. ↑  ”78:or & film”. Arkiverad från originalet den 25 januari 2022. https://web.archive.org/web/20220125230853/http://musiknostalgi.atspace.cc/nordskog.htm. Läst 3 juni 2011.